# Thiéville
Thiéville település Franciaországban, Calvados megyében. Lakosainak száma 273 fő (2018. január 1.). Thiéville Bretteville-sur-Dives, Hiéville, Magny-la-Campagne, Ouville-la-Bien-Tournée, Saint-Pierre-sur-Dives és Vendeuvre községekkel határos.

## Népesség
A település népessége az elmúlt években az alábbi módon változott:
| Lakosok száma | 251  | 266  | 259  | 295  | 284  | 310  | 314  | 311  | 280  | 273  |
|               | 1968 | 1975 | 1982 | 1990 | 1999 | 2011 | 2013 | 2015 | 2017 | 2018 |